# Futurama
Pour les articles homonymes, voir Futurama (homonymie).
Production
Diffusion
Futurama est une série télévisée d'animation américaine pour adultes répartie en 12 saisons sur 142 épisodes de 22 minutes, créée par Matt Groening et développée par David X. Cohen, diffusée depuis le 28 mars 1999. L'histoire de la série débute par la cryogénisation accidentelle de Philip J. Fry le 31 décembre 1999. Réveillé mille ans plus tard dans une société différente, il trouve du travail dans l'entreprise de livraison interplanétaire Planet Express, dont l'équipage est au centre des aventures de la série.
La série est une première fois annulée en 2003 au terme de sa quatrième saison. Elle connait un retour entre 2007 et 2009 sous la forme de quatre longs-métrages direct-to-video qui sont par la suite découpés en seize épisodes qui forment la cinquième saison. En 2009, la chaine Comedy Central commande une sixième saison diffusée en 2010 et 2011. Une septième saison est commandée par la chaîne en 2011, pour une diffusion en 2012 et 2013. En avril 2013, la chaîne annonce que la saison sera la dernière de la série. L'univers de la série s'étend également avec la parution d'une série de comics entre 2000 et 2017, un jeu vidéo en 2003, un épisode audio en 2017 ainsi qu'un jeu mobile (en) sorti la même année.
Le 9 février 2022, la plateforme en ligne de vidéo à la demande par abonnement Hulu annonce le retour de la série avec une commande d'une nouvelle saison de 20 épisodes dont la diffusion des premiers épisodes débute en juillet 2023 aux États-Unis.
Le nom de « Futurama » est tiré du nom d'un pavillon de l'Exposition universelle de New York en 1939. Ce pavillon était destiné à des représentations imaginaires du monde tel qu'il le serait en 1959.
En France, la série est diffusée depuis le 11 mars 2000 sur Canal+, à partir du 3 septembre 2003 sur TPS Cinéfamily, depuis le 1er septembre 2007 sur NRJ 12 et depuis le 24 août 2015 sur MCM. Au Québec sur Télétoon puis à partir du 7 décembre 2009 sur V et en Belgique, sur La Deux depuis le 9 avril 2000 puis à partir du 30 mai 2010 sur Club RTL. Dans les pays francophones la huitième saison ainsi que l'intégralité de la série est disponible sur Disney + via Star.

## Synopsis
Philip J. Fry, dit Fry, jeune livreur malchanceux de pizzas à New York, est accidentellement cryogénisé le 31 décembre 1999 juste après minuit,. Il se réveille mille ans plus tard, le 31 décembre 2999. New York est devenue New New York et bien des choses ont changé. Au centre de cryogénie, Turanga Leela, une « extraterrestre » cyclope, lui attribue le métier de livreur. Mais lorsque celle-ci veut lui poser l’implant correspondant à ce métier qu'il ne veut pas refaire, Fry s’enfuit. Il rencontre Bender Tordeur Rodríguez, un robot tordeur, dans une cabine à suicide (que Fry confond avec une cabine téléphonique). Après quelques péripéties, le professeur Hubert Farnsworth, un arrière petit neveu très éloigné de Fry, embauche ce dernier, ainsi que Leela et Bender pour travailler dans sa société de livraisons interstellaires Planet Express. Ils rencontrent alors leurs nouveaux collègues : le bureaucrate Hermes Conrad, la stagiaire venue de Mars Amy Wong et l’incompétent docteur John A. Zoïdberg, une sorte de homard s'autoproclamant médecin spécialiste de l'humain.

## Fiche technique
- Titre original et français : Futurama
- Création : Matt Groening, David X. Cohen
- Réalisation : Peter Avanzino, divers
- Scénario : Matt Groening, David X. Cohen (supervision)
- Direction artistique : Bill Morrison
- Conception graphique : Serban Cristescu
- Conception sonore : Travis Powers
- Montage : Paul D. Calder, Danik Thomas, Chris Vallance
- Musique : Christopher Tyng
- Production : Claudia Katz, Brian J. Cowan, Eric Kaplan, Bill Odenkirk, J. Stewart Burns, Michael Rowe, Jane O'Brien, Jason Grode, Gregg Vanzo ; Matt Groening et David X. Cohen (exécutifs)
- Sociétés de production : The Curiosity Company, 20th Century Fox Television
- Société de distribution : 20th Century Fox Television
- Pays d'origine :  États-Unis
- Format d'image : NTSC (1999–2003), HDTV (2007–2013)
- Format : Couleur — 35 mm — 1,33:1 (saisons 1-5), 1,85:1 (saison 6) — Dolby (saisons 1-5), Dolby Digital (saison 6)
- Genre : Science-fiction, humour
- Nombre d'épisodes : 142[1] (11 saisons)
- Durée : 22 minutes
- Dates de première diffusion :
  -  États-Unis /  Canada : 28 mars 1999
  -  France : 11 mars 2000

## Distribution
- Note : Entre parenthèses se trouve la saison depuis laquelle un comédien est crédité dans la distribution principale, non la saison qui correspond à sa première apparition dans la série.

### Personnages principaux
- Billy West : Philip J. Fry, professeur Farnsworth, Dr Zoidberg et Zapp Brannigan
- Katey Sagal : Turanga Leela
- John DiMaggio : Bender Bending Rodríguez
- Tress MacNeille : Mom, Turanga Munda, Ndnd et Linda
- Maurice LaMarche : Kif Kroker, Calculon et Morbo
- Lauren Tom : Amy Wong (depuis la saison 6)
- Phil LaMarr : Hermes Conrad (depuis la saison 6)
- David Herman : Scruffy (depuis la saison 6)

Photos de sept des huit membres de la distribution principale.
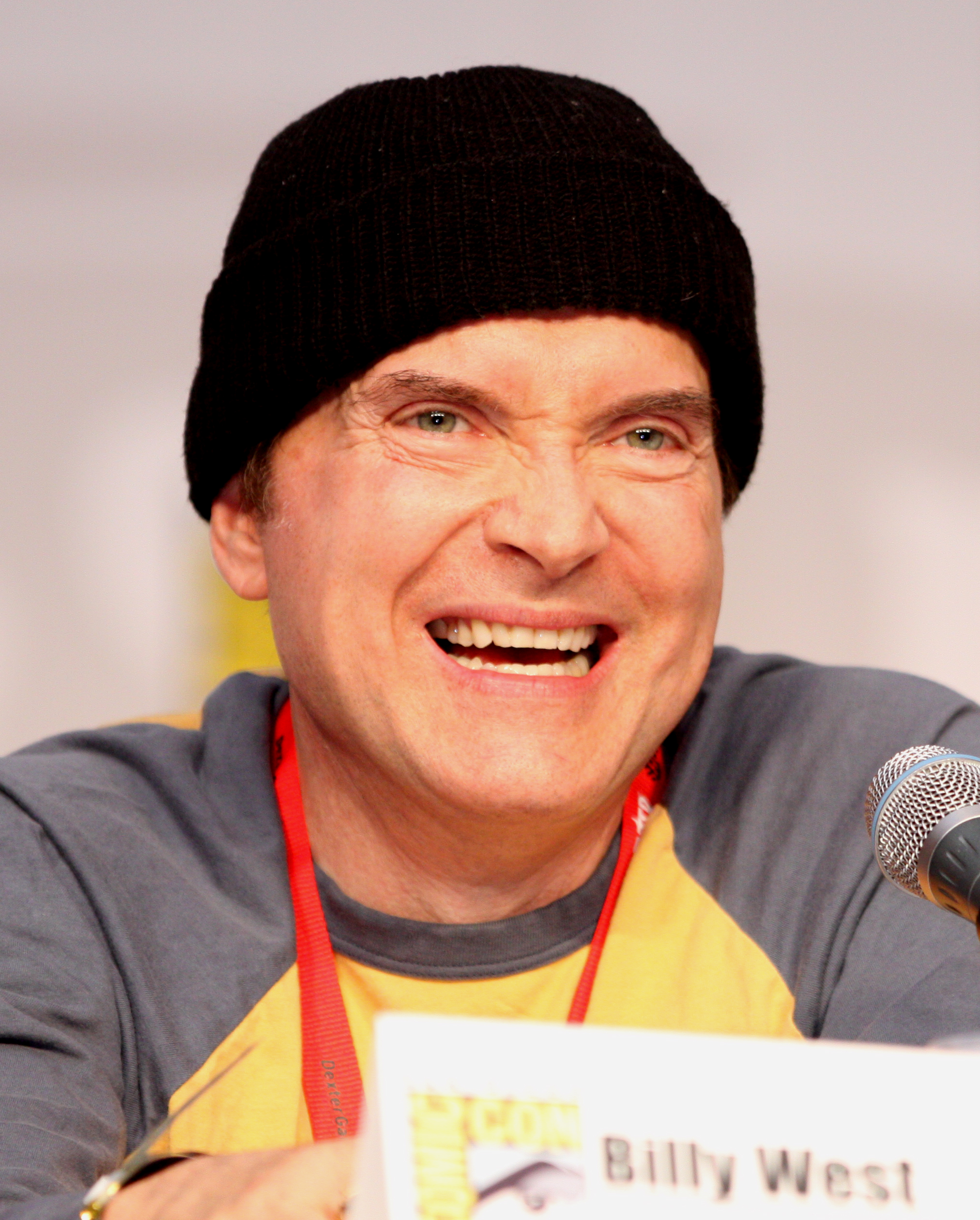
Billy West (Fry, Farnsworth, Zoidberg, Branningan)
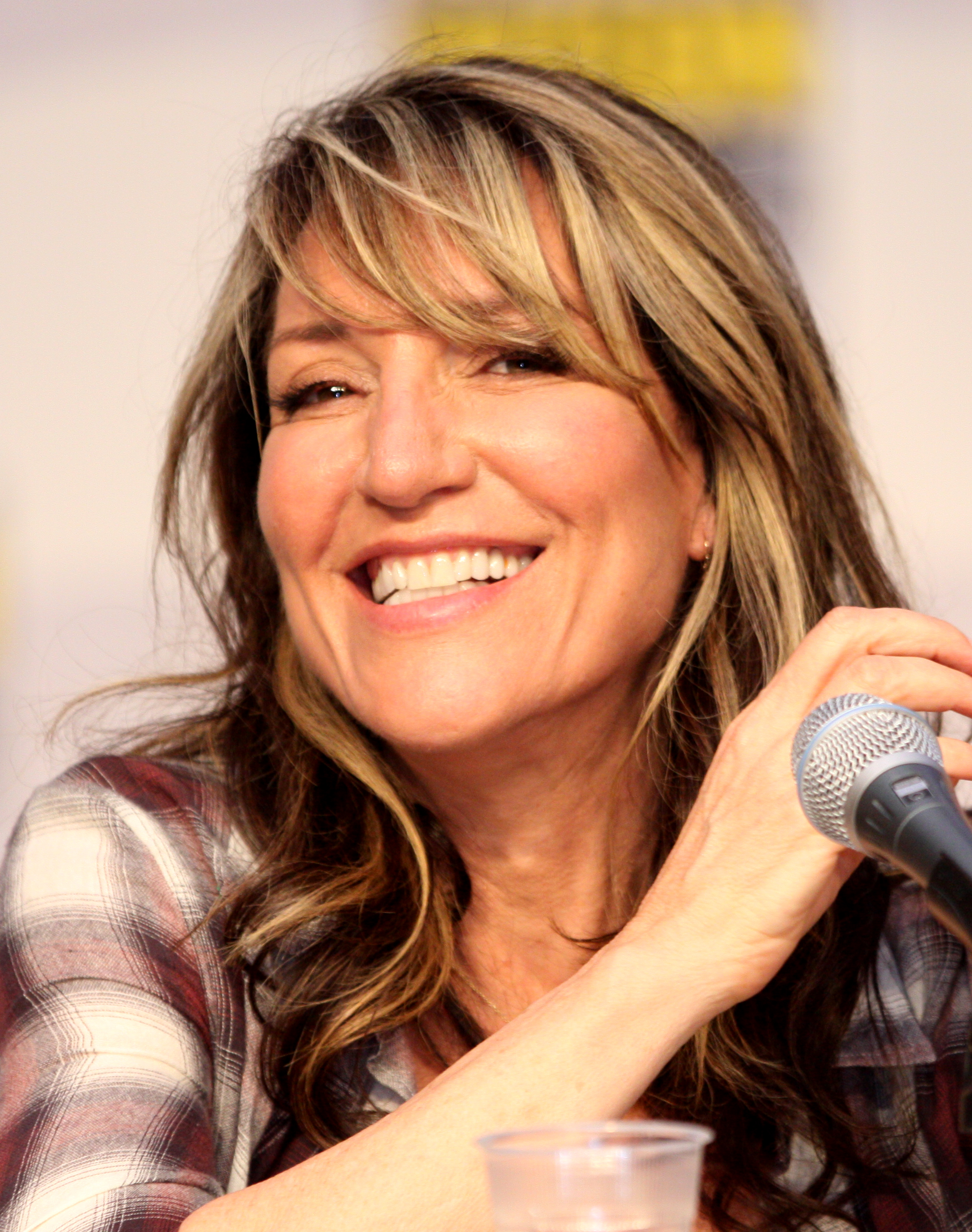
Katey Sagal (Turanga Leela)
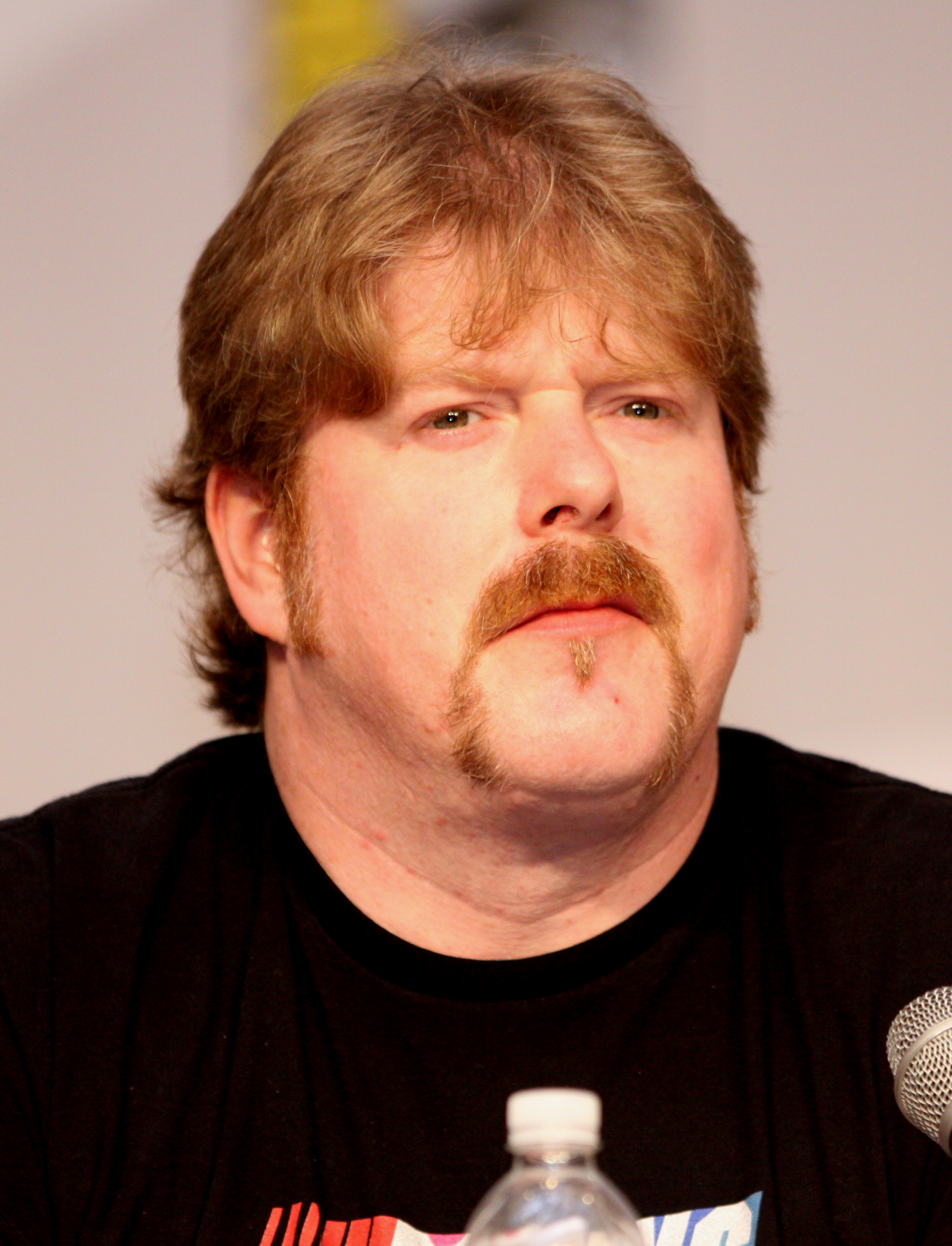
John DiMaggio (Bender)
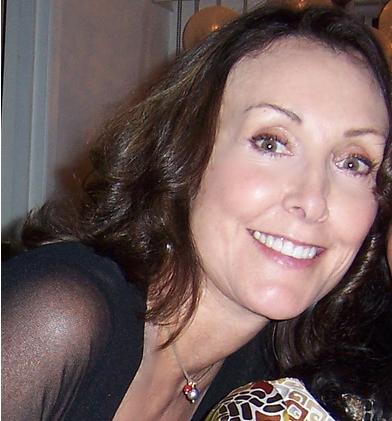
Tress MacNeille (M'man)
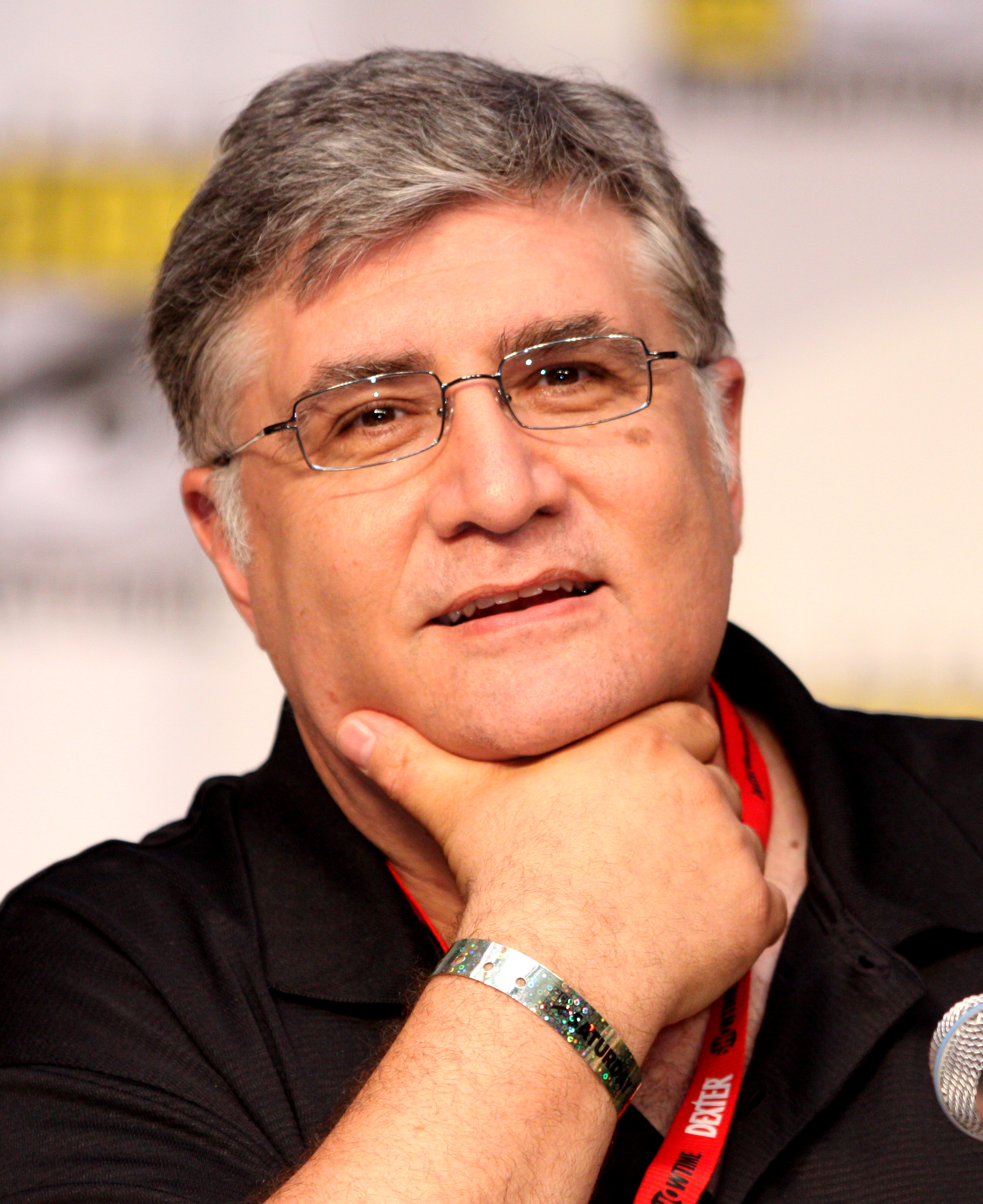
Maurice LaMarche (Kif Kroker)
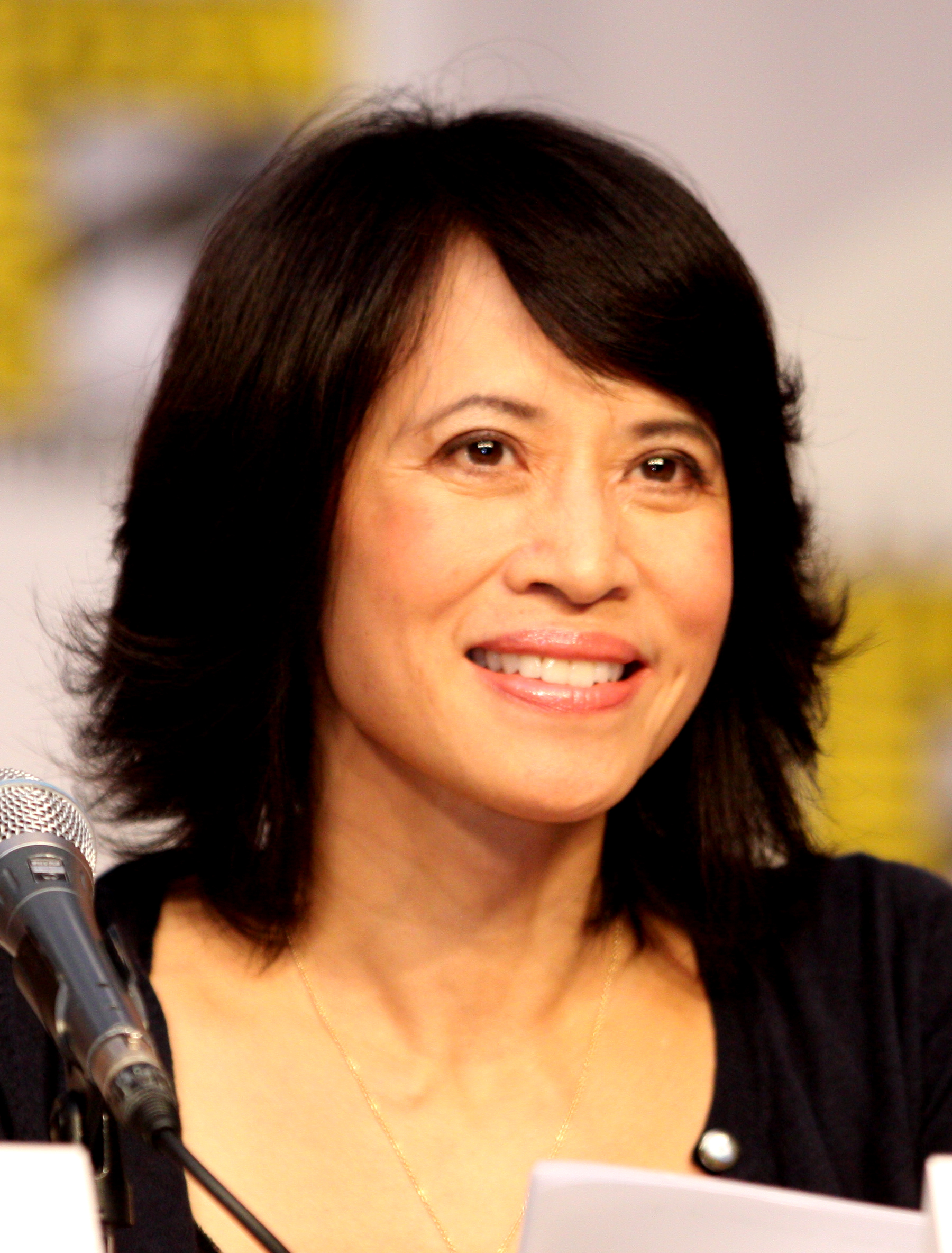
Lauren Tom (Amy Wong)
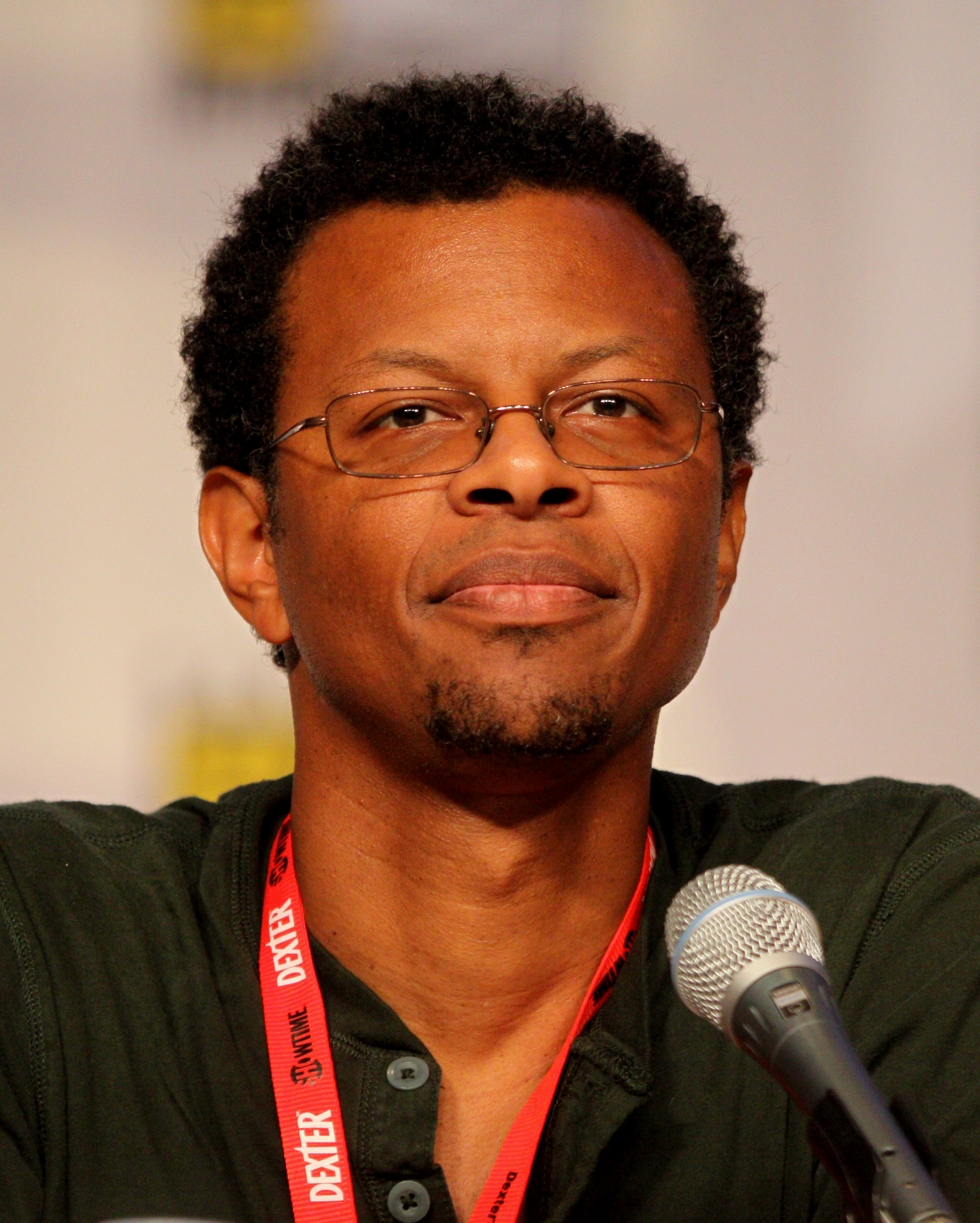
Phil LaMarr (Hermes Conrad)

### Personnages secondaires
- Frank Welker : Nibbler
- Kath Soucie : Cubert Farnsworth
- Dawnn Lewis : LaBarbara Conrad
- Nicole St. John : Sally
- Bumper Robinson (en) : Dwight Conrad
- Tom Kenny : Abner Doubledeal (invité à partir de la saison 5)

### Invités
- Leonard Nimoy : lui-même (saisons 1 et 4)
- David X. Cohen : Computer (saison 1) et lui-même (saison 6)
- Pamela Anderson : elle-même et Dixie (saison 1)
- Dan Castellaneta : The Robot Devil (saisons 1, 4 à 7)
- Al Gore : lui-même (saisons 2, 4 à 6)
- Phil Hendrie : les membres de la famille Waterfall (saisons 2 à 5)
- Stephen Hawking : lui-même (saisons 2, 4 et 6)
- Sarah Silverman : Michelle (saisons 2, 5 et 7)
- Nichelle Nichols : elle-même (saisons 2 et 4)
- Coolio : Kwanzaa-bot (saisons 3, 5 et 6)
- Lucy Liu : elle-même (saison 3 et 4)
- Beck : lui-même (saison 3)
- Beatrice Arthur : Femputer (saison 3)
- Hank Azaria : Harold Zoid (saison 3)
- George Takei : lui-même (saisons 4 à 7)
- William Shatner : lui-même (saison 4)
- Walter Koenig : lui-même (saison 4)
- Jonathan Frakes : lui-même (saison 4)
- Sigourney Weaver : le vaisseau Planet Express (saison 4)
- Bob Odenkirk : Chaz (saison 4)
- David Cross : Yivo  (saison 5)
- Mark Hamill : le zombie de Hanukha (saison 5)
- Buzz Aldrin : lui-même (saison 6)
- Patrick Stewart : le  maître chasseur (saison 7)
- Emilia Clarke : Marianne (saison 7)
- Adam West : lui-même (saison 7)
- Burt Ward : lui-même (saison 7)
- Robert Wagner : lui-même (saison 7)
- Seth MacFarlane : Seymour (saison 7)

### Voix françaises
La série a connu un doublage français mouvementé à cause des nombreux changements de diffuseurs,. Il est ainsi fréquent que des personnages changent de comédien entre les différentes époques, voire parfois au sein d'une même saison. Les saisons 1 à 3 ont été doublées à la SOFI, sous la direction de Bernard Tiphaine. Les saisons 4 et 5 ont été doublées au studio Chinkel sous la direction de Gilbert Lévy.
Les 4 films (formant la saison 5 américaine) ont été doublés à la SOFI de nouveau avec un retour de tout le casting originel (hormis Alexis Tomassian, interprète français de Philip J. Fry, pour des raisons artistiques) des premières saisons, cette fois sous la direction d'Olivier Lips. Les saisons 6 et 7, mélangeant les précédents castings, ont été doublées au studio Lylo et à nouveau sous la direction de Gilbert Lévy. La saison 8 a été doublée à Dubbing Brothers, Gilbert Lévy rempile à la direction artistique, sous l’adaptation de Cécile Carpentier, Ghislaine Gozes et Géraldine Godiet.

## Production

### Développement
« Je leur ai dit « C'est comme Les Simpson[...] C'est nouveau et original ». »
— Matt Groening en 1999 pour le quotidien The New York Times.
Au milieu des années 1990, Matt Groening écrit plusieurs pages d'idées, puis décide de faire appel à David X. Cohen, alors scénariste et producteur pour les Simpson, afin de l'aider à développer le projet. Cohen est un grand fan de science fiction ainsi qu'un féru de mathématiques.
Ces deux artistes cherchent alors l'inspiration dans des livres de science-fiction, dans des films et séries télévisées. Lorsqu'ils proposent cette série à la Fox en avril 1998, Groening et Cohen avaient déjà créé les personnages et le scénario. Durant ce premier entretien, la Fox demande treize épisodes. Cependant, la Fox craignait que le thème ne s'accorderait pas à ceux de la chaîne ; aussi Groening et les producteurs exécutifs de la Fox convainquirent la chaîne que l'émission pencherait dans l'innovation créative. Le concept des cabines de suicide, du personnage de docteur Zoidberg et du comportement antisocial caractérisé par Bender dérangeaient plus particulièrement la Fox,. Groening explique que « lorsque des notes concernant Futurama m'étaient données, je disais simplement non : nous ferons comme nous avons fait pour les Simpsons ». L'épisode I, Roommate a été écrit pour apaiser le studio, mais ce dernier n'a pas du tout apprécié l'épisode,.

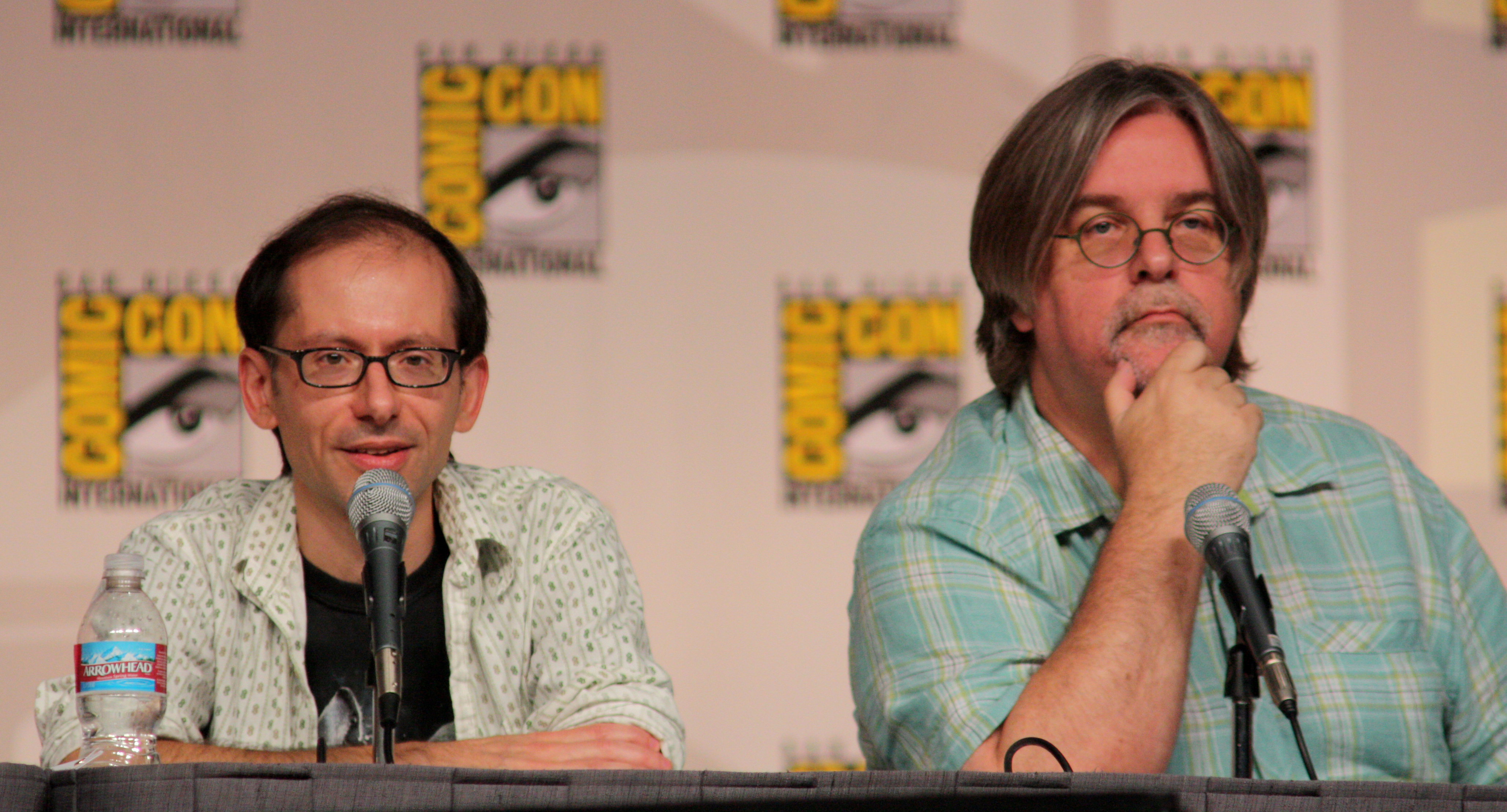
David X. Cohen et Matt Groening.

Le nom de Futurama provient d'un logo de la Foire internationale de New York 1939-1940. Réalisé par Norman Bel Geddes, le logo de Futurama décrivait la manière dont ils imaginaient le futur en 1959. D'autres idées de titres pour la série incluaient Aloha, Mars! et Doomsville, mais ces titres ont été rejetés,. Cela prend approximativement six à neuf mois pour produire une saison de Futurama. Cette longue durée de production vient du fait que plusieurs épisodes sont créés simultanément durant la même période.
Comme l'indique le scénariste Patric M. Verrone (en) en 2014, l'équipe en charge de l'écriture de la série possède trois doctorats, sept maîtrises et cumule plus de cinquante d'années d'expérience à l'université d'Harvard. Il ajoute également : « Nous étions de loin les auteurs de séries d'animation les plus surqualifiés de l'histoire ». Le langage binaire est très présent dans la série. Par exemple, sur la porte de l'appartement de Bender, il est écrit 00100100, qui est la transcription de $ depuis le langage binaire en ASCII.
L'auteur de bandes dessinées français Yacine Elghorri a travaillé comme créateur de personnage sur la première saison. Le dessinateur belge Erwin van Pottelberge a contribué comme storyboard entre 1999 et 2001. Le storyboard optimise la collaboration artistique qui est le fondement de la fabrication d'un film. Avant cette production, Van Pottelberge travaillait sur les storyboards de la série d'animation, Les Simpson[réf. nécessaire].

### Distribution des rôles

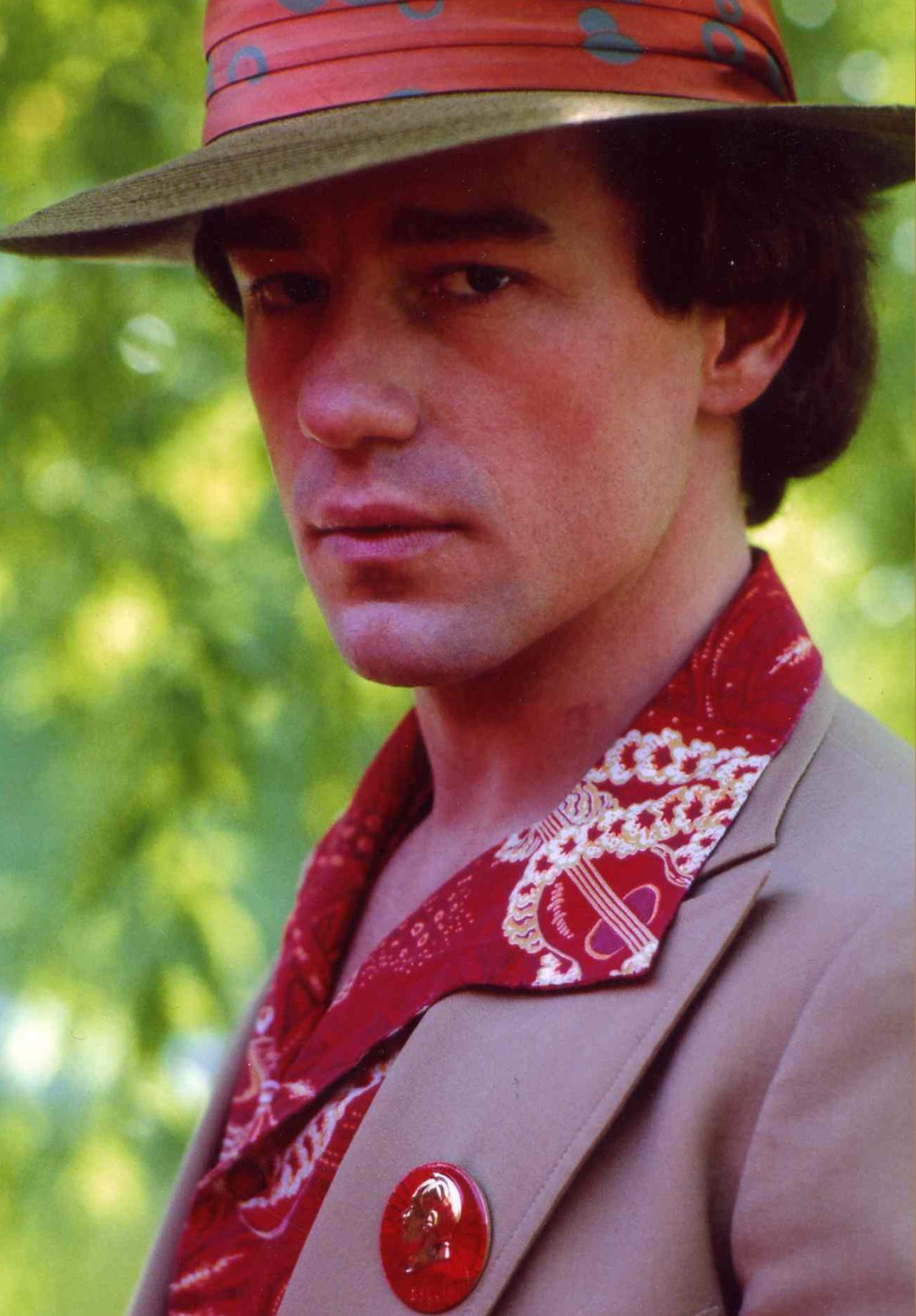
Mort en 1998 et souvent apparu dans la série Les Simpson, Phil Hartman devait interpréter le rôle de Zapp Brannigan.

Huit acteurs ont été engagés pour la distribution principal de Futurama. Billy West interprète Philip J. Fry — rôle initialement dévolu à Charlie Schlatter —, le professeur Farnsworth, le Dr Zoidberg, Zapp Brannigan et d'autres personnages secondaires. La voix du docteur Zoidberg est inspirée de Lou Jacobi et George Jessel, celle du professeur provient d'une « combinaise des personnages de sorciers que vous avez entendus quand vous étiez enfant, Burgess Meredith et Frank Morgan dans Le Magicien d'Oz »,. Le personnage de Zapp Brannigan devait être originellement interprété par Phil Hartman,. Hartman a insisté pour interprète le personnage et « ça a collé » selon Matt Groening. À la suite du décès de Hartman, West reprend le rôle et explique que sa version de Brannigan est une imitation de Hartman,.
Katey Sagal interprète Leela, pour lequel Nicole Sullivan avait été initialement choisie. Elle est la seule du casting à interpréter qu'un seul personnage.
Maurice LaMarche interprète Kif Kroker et différents personnages secondaires dont Hedonismbot, Morbo, le Dr Perceptron, ou Lrrr. John DiMaggio interprète le robot Bender Tordeur Rodríguez et d'autres personnages secondaires. Bender est le personnage dont la voix a été le plus difficile, car les créateurs n'avaient pas d'idée précise sur le type de voix qu'il pouvait avoir. DiMaggio a originellement été auditionné pour le rôle du professeur Farnsworth, utilisant la voix qu'il a pour Bender, ainsi que pour Bender avec une voix différente. Pour trouver sa voix, il fait celle d'un ivrogne, mélangeant celle de Slim Pickens avec celle d'un personnage créé par un de ses amis dans sa jeunesse.
En 2015, Tress MacNeille est la comédienne qui a interprété le plus de personnages, étant notamment la voix de Mom. Lauren Tom prête notamment sa voix à Amy Wong, Phil LaMarr à Hermes Conrad et David Herman à Scruffy.
Parmi les membres de la distribution secondaire, on trouve Frank Welker dans le rôle de Nibbler, Kath Soucie dans celui de Cubert Farnsworth ou encore Sarah Silverman dans celui de Michelle,,.

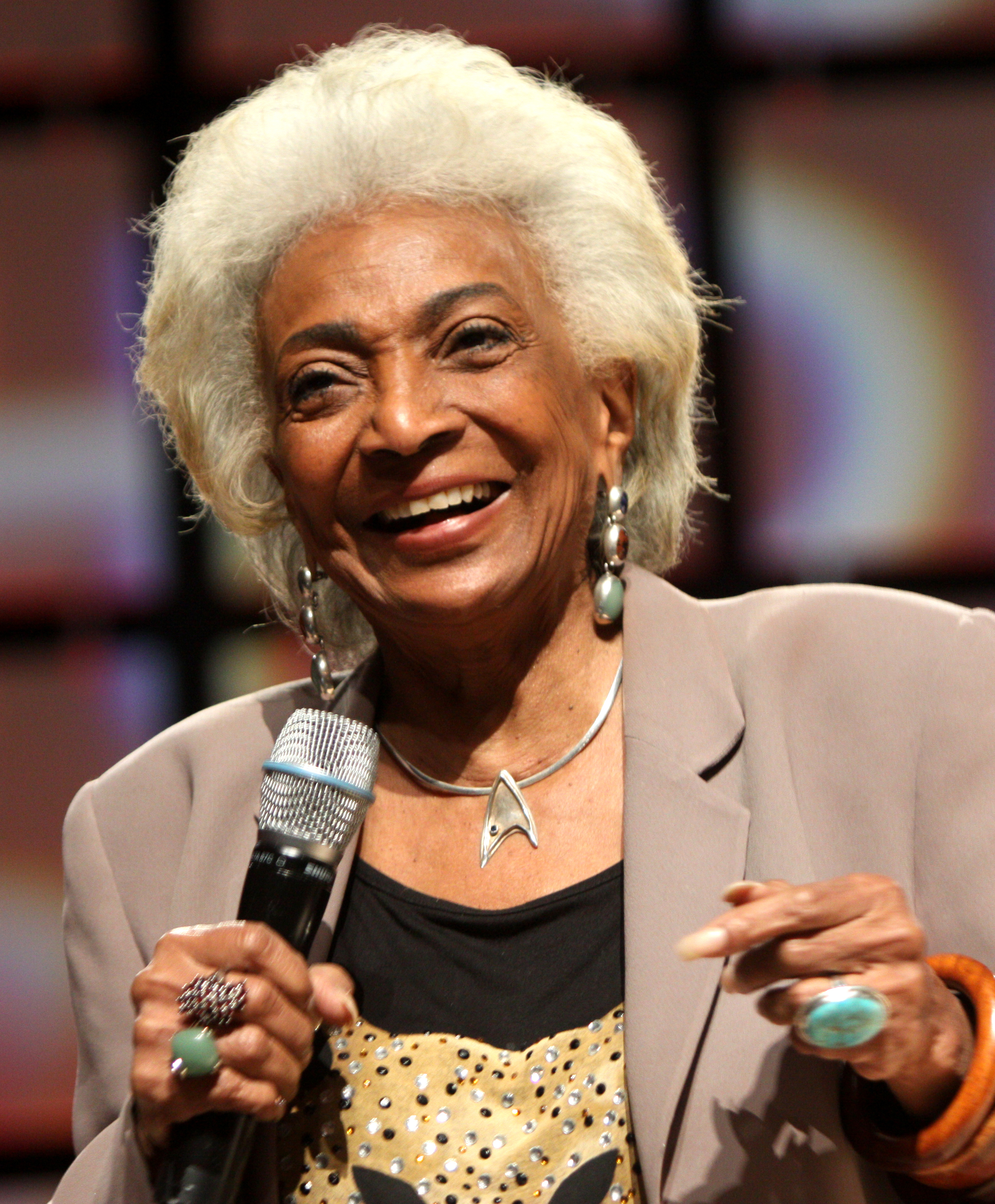
Parmi les membres de la distribution de la franchise Star Trek apparus dans la série, Nichelle Nichols joue son propre rôle dans deux épisodes.

Plusieurs comédiens et personnalité jouent leur propre rôle. Leonard Nimoy et Dick Clark jouent leur propre rôle dans le pilote de la série. Toujours dans la première saison, Pamela Anderson et le groupe Beastie Boys apparaissent. Le dernier épisode de la deuxième saison met en scène le vice-président Al Gore, l'actrice Nichelle Nichols, le cocréateur du jeu Donjons et Dragons Gary Gygax et le physicien théoricien Stephen Hawking. Gore et Hawking reviennent dans plusieurs épisodes de la série,,.
Le onzième épisode de la quatrième fait se réunir plusieurs comédiens de la franchise Star Trek, à savoir George Takei, William Shatner, Walter Koenig, Jonathan Frakes ainsi que de nouveau Leonard Nimoy et Nichelle Nichols. L'animateur Conan O'Brien, l'actrice Lucy Liu, le chanteur Beck ou encore Buzz Aldrin apparaissent également dans la série.
John Goodman prête sa voix à Robot Santa Claus le temps de l'épisode Xmas Story. Pour les autres apparitions du personnage, il sera remplacé par John DiMaggio. Dans le film Futurama: Bender's Big Score, le zombie de Hanukha est interprété par Mark Hamill. Inoubliable Ellen Ripley de la franchise Alien, Sigourney Weaver fait la voix du vaisseau dans l'épisode Love and Rocket. Bob Odenkirk interprète Chaz, l'assistant du maire tandis que Beatrice Arthur joue Femputer,.
Dans la dernière saison, Patrick Stewart fait la voix du Maître chasseur dans 31st Century Fox tandis qu'Emilia Clarke prête sa voix à Marianne dans Stench and Stenchibility,. Après avoir chanté le thème du film Vous prendrez bien un dernier vert ?, le créateur des séries American Dad! et Family Guy, Seth MacFarlane, prête sa voix au chien Seymour dans cette ultime saison. La saison comprend également des performances de la part de Larry Bird, Adam West ou encore Burt Ward.
Plusieurs comédiens de la série The Simpsons apparaissent également. Ainsi, Dan Castellaneta qui est l'interprète d'Homer Simpson prête sa voix à The Robot Devil, tandis qu'Hank Azaria joue Harold Zoid,.

### Longs-métrages et saisons supplémentaires
Courant 2002, l'équipe de production reçoit un appel confirmant l'annulation de la série. La série continue malgré tout sa diffusion, s'achevant en août 2003 au terme de sa quatrième saison et la diffusion de son soixante-douzième épisode. En voyant le succès de la vente des dvd de la première saison ainsi celui des audiences des rediffusions, Matt Groening et David X. Cohen proposent à plusieurs reprises à la Fox de faire revenir la série sous forme de direct-to-DVD, mais le studio ne donne pas vraiment de réponse. Mais en 2005, la Fox les appelle pour savoir s'ils veulent sortir un direct-to-DVD à la suite du succès du long métrage L'Incroyable Histoire de Stewie Griffin.
Ainsi, La Grande Aventure de Bender sort en novembre 2007 et reprend la majorité de l'équipe de la série, dont les comédiens et le studio d'animation. De plus, le format est maintenant en haute définition. Le long métrage est suivi de trois autres films de 88 minutes également[réf. nécessaire] : Le Monstre au milliard de tentacules en juin 2008, Prenez garde au seigneur des robots ! en novembre 2008 et Vous prendrez bien un dernier vert ? en février 2009,,. Chaque film est ensuite redécoupé en quatre épisodes, soit seize au total, diffusés sur Comedy Central de mars[réf. nécessaire] 2008 à août[réf. nécessaire] 2009, constituant ainsi la cinquième saison,.
Le 10 juin 2009, la chaîne américaine Comedy Central commande une sixième saison de vingt-six épisodes diffusée à partir du 24 juin 2010 sur cette même chaîne. David X. Cohen confirma dans une interview que les 13 premiers épisodes qui ont été diffusés en 2010 forment la première partie de la saison 6 et les 13 épisodes restant, diffusés en 2011, la seconde.
Le 24 mars 2011, la chaîne américaine Comedy Central a renouvelé la série pour une septième saison de vingt-six épisodes pour une diffusion en 2012 et 2013. Le 22 avril 2013, elle annonce que celle-ci sera la dernière et se conclura le 4 septembre 2013.
Le 9 novembre 2014, plusieurs personnages de la série apparaissent dans l'épisode crossover Simpsorama de la série Les Simpson. Le 14 septembre 2017, un épisode audio de 42 minutes est diffusé durant le podcast The Nerdist Podcast (en).
Le 9 février 2022, Hulu annonce le retour de la série pour 2023 ainsi qu'une commande de vingt épisodes. En mai 2023, une bande-annonce dévoile la date de diffusion des dix premiers épisodes qui seront lancés à partir du 24 juillet 2023.

### Générique
La musique du générique, composée par Christopher Tyng, contient des samples de « Psyché Rock » (tiré du ballet de Maurice Béjart, Messe pour le temps présent) de Pierre Henry et Michel Colombier qui était elle-même inspirée de « Louie Louie » par le chanteur américain Richard Berry (1957), des percussions du morceau Amen, Brother de The Winstons (en), du morceau Rapper's Delight de Sugarhill Gang et du morceau Funky buttercup de The Chosen Few (en),. Dans le générique apparaît furtivement un extrait de dessin animé emprunté aux pionniers du genre, comme Winsor McCay ou les frères Fleischer en passant par Les Simpson. L'écran de la Twentieth Century Fox traditionnellement présent après le générique de fin de chaque épisode devient la « 30th Century Fox ». Dans les tubes de transport de la ville, les personnages récurrents de la série apparaissent comme Zapp, Amy, Conrad, Kif et quelques autres.

## Épisodes
Groening et Cohen cherchaient à ce que Futurama soit diffusé chaque dimanche à 20 h 40 après Les Simpson. La chaîne télévisée Fox désapprouve et propose à la place deux épisodes chaque dimanche soir avant que les horaires de diffusion ne changent pour le mardi. Dès la première diffusion de sa deuxième saison, Futurama est de nouveau diffusé le dimanche à 20 h 30, mais change de nouveau cette fois pour le dimanche à 19 h.

## Univers
- Si vous ne connaissez pas le sujet, laissez ce bandeau (vous pouvez alors contacter les auteurs).
- Si vous supprimez le contenu mis en cause (vous pouvez préalablement contacter les auteurs),

argumentez précisément cette suppression dans la page de discussion
(un manque de référence n'est pas un argument ; une recherche réelle de référence doit avoir été effectuée, être formellement documentée).

### Personnages
- Philip J. Fry : Jeune adulte, bête, paresseux mais néanmoins volontaire, Fry vient du XXe siècle et a été cryogénisé par accident le 1er janvier 2000 juste après minuit pour une durée de 1 000 ans[5],[9]. Par la suite, il rejoint l'équipe de Planet Express, une société de livraison qui parcours la galaxie[9].
- Leela Turanga : orpheline cyclope, présumée membre d’une race extra-terrestre inconnue trouvée bébé à la porte d’un orphelinat, elle est le capitaine du vaisseau de livraison de la compagnie. Elle pratique un art martial arcturien.
- Bender Tordeur Rodríguez : Robot tordeur de profession fabriqué au Mexique, âgé de 6 ans, il est doté d'un caractère cynique, souvent arrogant et égoïste. Il déteste les humains qu'il appelle les "organiques" car il voit en eux des esclavagistes. Les esclaves étant les robots. À ce sujet, il a le sombre désir de voir la race humaine disparaitre pour laisser le pouvoir aux robots. Il n'a d'estime que pour Fry en qui il voit son seul ami. Il fume le cigare, et comme tous les robots de la série, utilise l'alcool comme source de carburant. En manque d'alcool, il se comporte comme un humain saoul. Son grand-père était un bulldozer, sa mère une unité d'assemblage de robots et sa tante une boîte à musique. Âgé de 4 ans au début de la série, Bender a été construit dans une chaîne d'assemblage du Mexique. Au fil des épisodes, Bender a quelques relations amoureuses, comme avec la tête de Lucy Liu, le vaisseau de Planet Express, une comtesse robot sur le « Titanic 2 », Choupinette, Angéline, l'ancienne femme de Flexo, un pingouin et enfin Fanny, la femme du chef de la mafia Don Bot. Bien qu'il soit connu pour n'avoir aucune compassion pour les autres, il lui arrive souvent d'éprouver des sentiments, même s'il le nie.
- Professeur Hubert J. Farnsworth : Arrière-arrière-(x30)-petit-neveu de Fry au début de la série, jusqu'à ce que Fry voyage dans le passé pour devenir son propre grand-père, et par la même occasion l'arrière-arrière-arrière-arrière-arrière-(etc.)-grand-père du professeur. Il est le propriétaire de la société Planet Express et inventeur farfelu, âgé de 160 ans, prétendant n'en avoir que 150. Il est le créateur des robots qui sont maintenant produits dans l'usine de M'man, avec qui il a eu une relation amoureuse quand il était jeune. Il débute souvent ses réunions par la phrase « Bonne nouvelle tout le monde ».
- Docteur John A. Zoïdberg : Chirurgien (plutôt médiocre et pauvre) crustacé, originaire de la planète Decapod 10. Il exerce la fonction de docteur en médecine, bien qu'ayant obtenu un doctorat d'histoire de l'art. Il prétend à tort s'y connaître en anatomie humaine mais rate, la plupart du temps, ses interventions chirurgicales. Lorsque sa gorge est encrassée et lorsqu'il éternue, il produit de magnifiques perles bleues. Lorsqu'il est énervé ou excité sexuellement, une crête rose se forme sur son crâne et il projette de l'encre par ses aisselles sur tout ce qui l'entoure. Il a également une fâcheuse tendance à manger tout et n'importe quoi, en très grosse quantité. C'est pourquoi il vit dans le container de déchets de Planet Express.
- Amy Wong : Fille d'une famille de milliardaires de la planète Mars. Jolie asiatique, grosse quand elle était petite, elle officie en tant que stagiaire, du même groupe sanguin que le professeur Farnsworth au cas où… Elle devient la petite amie de Kif Krocker.
- Hermes Conrad : Fonctionnaire chevronné se réclamant de culture jamaïcaine et expert en bureaucratie, ancien champion de limbo, il exerce la fonction de comptable pour le professeur.

### Environnement

#### Relations
Alors que la série Les Simpson est centrée sur une famille américaine traditionnelle, Futurama montre des célibataires et des jeunes couples. Les technologies telles que le clonage et la durée de vie rallongée sont en effet courantes, ce qui a rendu la structure familiale traditionnelle plus difficile à conserver.
New New York est un environnement urbain rude et anonyme, où il est difficile de créer de fortes relations. Les personnages prétendent souvent ne pas se préoccuper de leurs collègues, mais quand vient le moment de se serrer les coudes, il apparaît qu'ils ont bien de l'affection les uns pour les autres, même s'ils l'expriment souvent d'une drôle de façon. Par exemple, lorsque Bender est maudit (dans l'épisode La voiture-garoute) et doit tuer son meilleur ami, Fry est jaloux car Bender essaye de tuer Leela à sa place, et est heureux lorsque finalement Bender essaie de le tuer ; où quand nous voyons Bender être vert de jalousie lorsque Fry tente de récupérer son meilleur ami (son chien) dans l'épisode ceux qui m'aiment prendront le chien.

#### Politique

Drapeau des États-Unis de la Terre.

De nombreuses galaxies ont été colonisées ou contactées pendant le troisième millénaire. La quasi-totalité de la voie lactée est maintenant dans la sphère d'influence du gouvernement terrien, caricaturant l'influence américaine actuelle sur la politique internationale. Apparemment, la Terre est engagée sur une campagne à long terme, visant à conquérir ou éliminer toutes les autres planètes ou races non alliées. Cette campagne est menée par le capitaine Zapp Brannigan. La Terre a un gouvernement unifié, appelé les États-Unis de la Terre, dirigé par le président de la Terre. Il semble que plusieurs sous-États aient un premier ministre ou un dirigeant équivalent, comme le système actuel de gouverneurs aux États-Unis. Ce gouvernement terrien est très centré sur les États-Unis : la capitale de la Terre est Washington, DC, et le drapeau de la Terre est identique aux drapeau des États-Unis, avec une image de la Terre (avec les États-Unis visibles) à la place des étoiles.
L'organisation des partis politiques dans Futurama est similaire au système américain actuel, bipartite, avec quelques partis mineurs. Bien qu'il ait été élu deux fois président des États-Unis avant l'an 3000, la tête de Richard Nixon est élu président de la Terre, en s'appuyant sur le fait que son corps n'est pas élu, alors que la loi terrienne indique que « personne ne peut être élu plus de deux fois » (en anglais, jeu de mots entre nobody (personne) et no body (aucun corps)). Généralement, la tête de Nixon est transportée par le secrétariat des Transports ou par le corps sans tête de Spiro Agnew. Mais Bender, lors de la hausse du titanium, a vendu son corps qui a été récupéré par le président dans l'épisode Fortes têtes de la deuxième saison.
La fête nationale terrienne est le Jour de la liberté, qui est célébré traditionnellement en faisant tout ce que l'on veut, sans se soucier des conséquences, et en dansant en chantant Freedom, freedom, freedom, oy !.
Mars a été terraformée à un degré avancé (c'est maintenant un lieu de domicile pour les riches), et abrite l'université de Mars. L'hémisphère ouest de la planète est la propriété des Wong, les parents d'Amy Wong. La lune de la Terre est encore en grande partie sauvage, à l'exception de quelques fermes, mais elle héberge un parc d'attraction du nom de Luna Park (parodie de Disney jusque dans son slogan : The Happiest Place Orbiting Earth, Le lieu le plus joyeux en orbite autour de la Terre), qui est l'unique attraction touristique. La tête de Al Gore est le premier empereur de la Lune.

#### Relations intergalactiques
La DOOP (The democratic order of planets (« Ordre démocratique des planètes »)) est une organisation comprenant la Terre et beaucoup d'autres planètes. Elle est décrite par le professeur Farnsworth et Hermes comme étant « similaire aux Nations Unies ou à la Fédération dans Star Trek ». La Terre agit parfois de façon unilatérale sans l'aide des autres membres de l'ODP. Omicron Persei 8 est souvent en conflit avec l'ODP et avec la Terre. Le logo de l'ODP possède une symétrie par rotation.
Malgré l'existence de l'ODP, les relations interplanétaires sont pauvres, avec de nombreuses guerres et invasions, généralement mal préparées et déclarées pour les raisons les plus futiles. Dans l'épisode La guerre, c'est l'enfer, la Terre déclare la guerre à Spheron 1, une planète habitée par des boules rebondissantes géantes. Avant la bataille, le capitaine Zapp Brannigan déclare aux troupes : « Nous ignorons tout de nos ennemis, de leur culture, de la langue ou de leur apparence. Mais nous savons une chose : ils aiment tout ce que nous détestons ! » Dans l'épisode La cagnotte de la soie, une victoire contre Tarantulon VI, planète habitée par des araignées, provoque un excédent de soie, à la suite de quoi le président de la Terre, la tête de Richard Nixon, décide un remboursement fiscal de 300 USD par citoyen.
On connaît également une planète colonisée par un « dangereux groupe armé de robots séparatistes », qui tuent les humains à vue : Chapek 9, en référence à Karel Čapek, inventeur du terme robot. Bender n'approuve cependant pas le terme « dangereux » (« Ah ! Vous voyez, il suffit que des robots tuent des humains et on dit tout de suite qu’ils sont dangereux ! »). Il existe une planète nommée Arrakis, en référence à Dune, le roman de Frank Herbert. L'univers se termine après Crotte de chien 7 (dans la version originale Dog Doo 7). Au bord de l'univers, on peut apercevoir un univers alternatif peuplé de cowboys (référence à la Tour Sombre de Stephen King, dans lequel l'univers semble partagé en plusieurs niveaux, dont un Western post-apocalyptique). La possibilité ou non de passer d'un univers à l'autre n'est pas connue. Seulement, une faille, le phénomène le plus inquiétant de l'univers, s'est ouverte entre l'univers et un autre où vit Ivo, une astre aux milliard de tentacules qui endoctrine les gens pour les faire s'aimer tous, dans le film Le Monstre au milliard de tentacules. Seules des espèces biologiques peuvent traverser la faille et non les machines selon les expériences de Wernstrum. L'accès d'un univers à un autre peut être dangereux pour des robots.
Peu après le Big Bang, une guerre commença entre les Nibbloniens, espèce existante alors depuis déjà dix-sept ans et demi, et des cerveaux géants volants et capables de télékinésie et de télépathie. Ces cerveaux attaquent une fois la Terre avec pour objectif de détruire toute pensée (« Mon Dieu ! Ce sont des télévisions volantes ! »). L'attaque est contrée par Fry, seul être de l'univers immunisé contre les cerveaux grâce à une déficience due au fait qu'il soit son propre grand-père. Plus tard, il aidera les Nibbloniens à envoyer l'InfoSphère dans un univers parallèle sans retour possible. L'InfoSphère est une banque de données grosse comme trois banques de données ordinaires dans laquelle les cerveaux emmagasinent le savoir de l'univers avant de le détruire.

#### Religion
La religion a quelque peu changé depuis l'année 2000. Le christianisme, le judaïsme, l'islam et le bouddhisme ont fusionné en une seule et même religion. Il existe une forme de catholicisme de l'espace dirigée par le reptile pape de l'espace (Crocodylus pontifex) et fondée sur l'interdiction de l'amour entre robots et humains, nommé robosexualité (présentée dans l'épisode Je sors avec un robot, où Fry rompt le tabou de l'amour humain-robot en sortant avec une version robotisée de Lucy Liu)[réf. souhaitée]. L'oprahisme et le Vaudou sont maintenant parmi les religions principales. Les mutants situés dans les égouts terriens vénérèrent un missile nucléaire, ceci fait référence au film Le Secret de la planète des singes.
Certaines des religions actuelles existent toujours mais avec des symboles légèrement différents. Noël, devenu Xmas est désormais célébré dans la peur d'un père Noël robot résidant au pôle Nord de Neptune,. Il fut initialement créé et programmé par la Mom's Friendly Robot Company afin de juger si les citoyens de la Terre se sont bien comportés ou non, et leur distribuer des cadeaux en conséquence. Cependant son algorithme distinguant les « Bonnes personnes » des « Mauvaises personnes » dysfonctionna peu de temps après sa mise en service, et juge désormais 99 % des terriens comme « méchants » (le docteur Zoïdberg étant une des rares exceptions). Il les pourchasse, à l'aide de son traineau-vaisseau spatial ainsi que ses rennes-robots, pour punir les terriens, encore présents dans les rues à la tombée de la nuit le jour de Noël, d'une mort atroce[réf. souhaitée]. Hanukkah est maintenant représenté par le zombie d'Hanukkah et Kwanzaa par le Kwanzaabot. Il existe également des religions pour les robots, dont la plus populaire est la robotologie, une satire de la Scientologie. L'enfer de la robotologie se situe dans un parc d'attractions abandonné du New Jersey et est dirigé par le (Robot Devil). Il existe également des robots juifs mais on apprend peu d'eux dans la série. Ils organisent des « Bot Mitzvah » car ils pensent que Jesus est un robot. Les Décapodiens (l'espèce du docteur Zoïdberg) ne sont pas admis (parce que les crustacés ne sont pas kosher, ce qui est ironique puisque les Décapodiens sont une parodie des stéréotypes juifs)[réf. souhaitée]. Dans un épisode, Bender essaye d’avoir un jour de congé en inventant une fête qu’il nomme « Robanukkah ».
Au fil des années, la vie des Futuriens ressemble de plus en plus à Star Trek. La série de science-fiction est devenue une véritable religion,. Cela provoqua les guerres de Star Trek. Après la guerre, le gouvernement planétaire décida d'interdire cette religion, et fit exécuter ses disciples en les jetant dans le cratère d'un volcan,. En l'an 3000, la seule mention de la série est répréhensible. Malgré cela, elle est mentionnée sans problème par Hermès Conrad pour décrire l'ordre démocratique des planètes (après l'avoir d'abord comparé à l'ONU, mais cette première comparaison n'a pas été comprise par Fry[réf. souhaitée], et par Fry dans le premier épisode où il remarque que les portes sont comme dans Star Trek, et également dans un autre épisode (Where no fan has gone before) où l'équipe de Planet Express découvre une planète où sont maintenues en captivité les têtes des acteurs de Star Trek (la série) par une entité vaporeuse toute puissante et fan de Star Trek, qui leur a fourni des corps afin de rejouer les moments cultes de la série. Finalement Fry la mettra en déroute à la suite d'un quiz sur la série[réf. souhaitée].

#### Langues
L'univers de Futurama fait quelques prédictions osées sur l'avenir des langues. Dans un des premiers épisodes il est révélé que le français est une langue morte et que la langue parlée en France est désormais l'anglais,. L'anglais est aussi la langue de rigueur lors des relations commerciales et politiques interplanétaires.
Deux alphabets extraterrestres font également une apparition furtive. Le premier est une simple substitution de caractères extraterrestres vers l'alphabet occidental, tandis que le second, plus complexe, utilise une addition suivie d'un modulo. Ils servent de vecteurs pour des blagues qui s'adressent aux fans suffisamment courageux pour décoder les messages. Tous les messages décodés sont en anglais, naturellement.

#### Planet Express
Planet Express est une société de livraison créée par le professeur Farnsworth, pour financer ses recherches et ses inventions. Le professeur fait souvent référence à la mort brutale de ses anciens employés (d'ailleurs le slogan de la société est « nos équipes sont remplaçables, pas vos colis »). L'équipe précédant l'arrivée de Fry est censée avoir été dévorée par une guêpe de l'espace.
Le vaisseau de Planet Express est généralement commandé et piloté personnellement par Leela, avec Bender et Fry comme livreurs manutentionnaires (Bender faisant aussi la cuisine à l'occasion). Farnsworth (patron de l'entreprise), Hermes (bureaucrate), Amy (stagiaire), et le docteur Zoïdberg (médecin du travail incompétent) accompagnent l'équipe si nécessaire. Parfois, Scruffy, le concierge, traîne aussi à bord. Le vaisseau est équipé d'un pilote automatique, d'un énorme treuil de cargo, d'un filet pour capturer les girafes, d'une intelligence artificielle embarquée, et d'un moteur fonctionnant tantôt au pétrole (devenu rare et extrêmement cher), tantôt à la « matière obscure » fournie par Nibbler ; dans le film Into the Wild Green Wonder il est alimenté par de l'huile de baleine car dans le film Bender's Game la matière noire est devenue inutile. À noter que le vaisseau ne se déplace pas, mais c'est en fait tout l'univers qui se déplace autour du vaisseau, grâce à son réacteur inventé par Farnsworth. En plus, le vaisseau est armé d'un canon laser monté sur tourelle et de quatre lanceurs de torpilles, utilisés pour la première fois dans l'épisode Omicron Persei Huit attaque.
Dans plusieurs épisodes les dégâts au vaisseau sont réparés par l'équipage lui-même, dans la meilleure tradition des marins de l'ère de la voile selon Joseph Conrad, capables d'improviser un gréement de fortune : Lors de l'épisode The deep south où il est immobilisé au fond de l'océan qui a englouti la ville d'Atlanta, l'équipage remplace le propulseur devenu inutile par une gigantesque queue de poisson et dans l'épisode Möbius dick (parodie du Moby dick d'Herman Melleville), le vaisseau de Planet Express porte un gréement complet de trois mâts à la façon d'un clipper.
Le bâtiment de la société contient deux pièces principales sur deux étages : le calamitorium, une sorte d'observatoire du professeur au sommet de la tour où il entrepose ses inventions comme le flairoscope, et La salle d'affolement, une mezzanine à laquelle on accède par le hangar où est entreposé le vaisseau de Planet Express, dans laquelle le professeur montre à son équipage ses inventions ou organise les missions. Bien que le professeur soit le dirigeant de la société, il n'en est plus le propriétaire, en effet la majeure partie de Planet Express appartient désormais à Fry qui depuis les événements de l'épisode OPA sur PME, détient 114 083 actions (soit 55,9 % des parts de l'entreprise).

## Analyse
- Si vous ne connaissez pas le sujet, laissez ce bandeau (vous pouvez alors contacter les auteurs).
- Si vous supprimez le contenu mis en cause (vous pouvez préalablement contacter les auteurs),

argumentez précisément cette suppression dans la page de discussion
(un manque de référence n'est pas un argument ; une recherche réelle de référence doit avoir été effectuée, être formellement documentée).
Le contexte de Futurama est avant tout humoristique et la série n’hésite pas à commettre des incohérences, si elles permettent des gags supplémentaires. Tout comme dans Les Simpson, les caractéristiques et capacités de beaucoup d’objets ou même de personnages varient en fonction de la situation.
Le monde rétro-futuriste décrit dans Futurama n’est ni une utopie ni une dystopie (contre-utopie) mais plus une satire du présent,,. Si une série d'animation comme Les Jetson montre un futur efficace, propre et heureux, Futurama propose une vision moins idéaliste, voire cynique, où les humains ont encore à faire face à la majorité des problèmes rencontrés au XXe siècle. La vision du futur proposée par la série a de nombreux points communs avec le présent : la plupart des célébrités du XXe siècle, du XIXe siècle et même d'avant sont vivantes dans le monde de Futurama grâce au clonage, à la technique de préservation des têtes en bocal inventée par Ron Popeil (en) et d'autres formes de régénération. La télévision reste le premier moyen de divertissement, Internet est toujours lent et envahi par la pornographie.
D'autres sujets d’actualité sont également mis en avant dans la série : le réchauffement climatique (à noter cependant que ses effets seraient atténués par un hiver nucléaire), la bureaucratie inflexible. How Hermes Requisitioned His Groove Back parle de la bureaucratie, l'une des influences étant Brazil, le libéralisme (notamment représenté par Mom) ; dans Future Stock, Steve Castle est une parodie de Gordon Gekko, et la toxicomanie.
La plupart des personnalités ayant survécu sont réduites à l'état de têtes vivant dans un bocal rempli d'un liquide d'H²OG Fat (un liquide ressemblant à de l'eau). Deux têtes de Grover Cleveland coexistent, apparemment parce qu'il a été 22e et 24e présidents des États-Unis. La tête de Richard Nixon, transformée en robot tueur géant, a été élue président de la Terre ; son mandat du XXXIe siècle n'est pas vraiment une amélioration par rapport à celui du XXe siècle, et le Watergate lui causera encore des soucis.
En l'an 3000, les problèmes ethniques actuels se sont transformés en problèmes entre humains, robots, mutants et extraterrestres, avec notamment les problèmes d'immigration des extraterrestres vers la Terre. Les humains ont du mal à traiter les extraterrestres avec respect à cause de leurs différences, comme les Décapodiens (race du docteur Zoïdberg), qui ont évolué à partir d’une espèce proche du homard, mais également à cause de plusieurs invasions et extinctions des civilisations terriennes dans le passé. La Terre est aussi habitée par des mutants, victimes de la pollution des humains, vivant en sous-sol et interdits de séjour en surface, sauf autorisation spéciale. Le gouvernement terrien (dirigé par le président de la Terre, la tête de Richard Nixon) est toujours aussi corrompu, et très centré sur les États-Unis (la capitale de la Terre est Washington). Les relations interplanétaires sont pauvres, les guerres et invasions sont constantes, souvent mal organisées et déclenchées pour des raisons stupides.
Un problème propre à la Terre est la population de robots super-intelligents mais super-incompétents qu'elle abrite (il existe même des robots SDF et des robots orphelins, comme Tinny Tim (personnage récurrent / secondaire) : ils sont généralement fainéants, cupides et rébarbatifs (avec quelques exceptions, comme le robot lèche-botte super-efficace Robot 1-X, et n'ont pas très envie d'aider leurs créateurs humains. Presque tous les robots (sauf Robot 1-X) sont alimentés grâce à l'alcool, celui-ci est ensuite rejeté en gaz enflammés, ce qui entraîne une pollution considérable. Contrairement aux humains, les robots deviennent saouls lorsqu'ils ne boivent pas assez d'alcool.
Les robots sont traités comme des êtres indépendants, même si, à plusieurs reprises, il est fait référence à Bender comme une propriété : dans La livraison du plus fort, Cubert désigne Bender comme une « propriété de la compagnie », dans Bender casse la baraque, quand Bender est paralysé, le médecin dit au professeur Farnsworth « Vous devrez en racheter un nouveau », et dans Le chef de fer à 30 %, le professeur crie « C'est mon robot ! Il est à moi ! » En fait, depuis le temps, les robots ont développé leur propre culture, incluant la littérature, la musique, et la religion (qui semble très similaire à la culture afro-américaine actuelle).
Malgré tout, le monde de Futurama dévoile de nombreuses avancées technologiques qui ont été développées lors du IIIe millénaire. Les roues utilisées pour le transport sont devenues obsolètes avec l'arrivée de la voiture volante, à tel point que les personnages du XXXIe siècle ne savent pas ce qu'est une roue. Le métro (tube en anglais) est maintenant un tube de verre où les gens sont propulsés comme des capsules dans un système pneumatique. Outre les robots, vaisseaux spatiaux et bâtiments flottants, le professeur Farnsworth a introduit des inventions mémorables telles que le flairoscope et la machine « et si… » (Ordimagineur). Mais la série montre aussi des inventions moins inspirées comme les cabines à suicide, le rallonge-doigt et le Slurm, une boisson verte d'origine douteuse rendant très dépendant, dont on peut apercevoir des publicités à tout moment dans la série, que ce soit dans des spots télévisés ou sur un dirigeable géant en arrière-plan.
En l'an 3000, les grandes compagnies ont énormément de pouvoir, comme la Mom's Friendly Robot Company, qui construit et contrôle chaque robot sur Terre. La publicité est partout et est parfois très agressive (notamment sur Internet, devenu un simulateur de réalité virtuelle, où les panneaux publicitaires se jettent sur les internautes, comme on peut voir dans Le Mariage de Leela ; ou encore directement dans les rêves des gens, comme dans Cinquante Millions de dollars d’anchois où une publicité pour un slip apparaît dans un rêve de Fry). Les gens consomment sans se soucier de la provenance et de la fabrication des produits, comme les Popplers, que les terriens ont mangé par milliards avant d'apprendre qu'il s'agissait de larves d'Omicroniens, ou encore le Slurm, qui provient du derrière d'une limace géante.
Les cabines à suicide ne sont pas le seul signe de la dépréciation de la vie humaine. Le meurtre est jugé avec désinvolture, comme s'il n'était pas puni, ou que d'une peine légère (« Est-ce que vous pourriez m'obtenir une licence de tuer ? » « Bien sûr. À mains nues ou avec une arme ? » « Euh… ça compte pour quoi une corde de piano ? »). Les blessures corporelles graves sont ignorées ou traitées par des moyens peu efficaces. L'indifférence à la mort et à la souffrance est une extrapolation de la perte actuelle de valeur de la vie humaine. En effet, les personnages de Futurama préfèrent se reposer sur la médecine et la chirurgie plutôt que de prendre des précautions pour leur santé dans un monde où les plus gros virus du XXIe siècle tels que le SIDA se soignent et où les membres coupés se remplacent aisément.
Il est possible de remarquer une différence importante avec Les Simpson dans la gestion du passage du temps. Si, dans la série, les Simpson ne vieillissent jamais, il n'en est pas de même dans Futurama où le temps passe lentement avec un peu moins d'un an par saison. Cet écoulement du temps permet aux auteurs de la série de faire évoluer les relations entre les personnages comme dans des « soap-opéra ». Il est ainsi possible de suivre les relations entre Fry et Leela ou entre Amy et Kiff durant les cinq saisons et plus.

### Événements

Un alphabet étranger et correspondant aux caractères latins de l'alphabet latin.

L'humour de la série Futurama vient en grande partie des références historiques faites par les personnages à des événements ayant eu lieu durant le dernier millénaire. Ainsi, entre 1999 et 3000, sont survenus les événements suivants :
- Extinction des vaches, anchois (à cause des Décapodiens), caniches, sapins (vers l'an 2200), des jungles et du baseball (sur Terre uniquement) ;
- Une année ne correspond plus à 365 (ou 366, année bissextile) mais à 372 jours (ou 373, année bissextile)[78] ;
- La seconde venue de Jésus a eu lieu en 2428, mais ses effets sur la société ont été limités à la destruction de toute cassette vidéo en rapport avec la série Star Trek. Le professeur Farnsworth s'exclame ainsi souvent (dans la version originale) : « Sweet zombie Jesus! », probablement en référence ;
- La Terre a été envahie à de nombreuses reprises par des habitants d'autres planètes (l'une de ces invasions a eu pour résultat la destruction du « vieux » New York, probablement avant le XXIIIe siècle. Dans le film La Grande Aventure de Bender (Bender's Big Score), c'est Bender qui en est le responsable à cause d'une poursuite qui tourne mal ;
- Les matchs de boxe sont devenus truqués ;
- L'invention des satellites publicitaires ;
- Les télévisions haute définition sont plus nette que la vision de l’œil humain ;
- Durant le XXIe siècle, les cyborgs réduisirent l'humanité en esclavage ;
- Par crainte de violer les lois de la physique et de causer un cataclysme universel, la vitesse de la lumière a été augmentée en 2215 pour permettre les voyages spatiaux à très grande vitesse ;
- Uranus est renommée Urectum en 2660 « pour en finir une bonne fois pour toutes avec « cette blague stupide ». Cette plaisanterie emploie la similitude des prononciations de « Ur- » et du mot anglais « your » (équivalent à « ton/votre anus ») ;
- Il n'est plus possible de se baigner dans les océans. Depuis que les baleines ont cessé d'être chassées, elles se sont multipliées et sont devenues avides de chair humaine ;
- Le Pape Sidéral a décalé la fête de la Nativité (Noël) en juillet pour que cela tombe le jour de son anniversaire. Le 25 décembre, on ne fête plus que le solstice d'hiver ;
- Visa a disparu au XXVIe siècle ;
- American Express a disparu au XXVe siècle ;
- Discover Card continue d'exister ;
- Le hip-hop et toutes formes de musique des années 2000 sont considérés comme de la musique classique ;
- Les fantômes humains sont tous morts en l'an 2801[79][source insuffisante] ;
- Amazon.com est toujours existant mais ne vaut plus rien. Cinq actions en Bourse coûtent 1 cent ;
- Pour ce qui est du réchauffement de la planète :

1. Le réchauffement de la planète a eu lieu (sur Terre), mais l'hiver nucléaire en a annulé les effets[80][source insuffisante] ;
2. Le réchauffement de la planète (sur Terre) était une erreur de calcul, visible dans Une énorme boule d'ordure ;
3. Le réchauffement de la planète a eu lieu, et afin de résoudre le problème, on décide, en 2063, de jeter régulièrement un gros bloc de glace provenant de la comète de Halley dans l'océan.
4. Dans l'épisode 8 de la saison 4, il n'y a plus de glace sur Halley. Un colloque réunit les scientifiques de l'univers pour trouver une solution. Farnsworth oublie celle qu'il avait trouvée, et c'est Wernstrom qui dénoncera les robots et leurs gaz d'échappement. Farnsworth haïssant Wernstrom proposera une autre solution, consistant à faire échapper les gaz de tous les robots (réunis en un même point pour leur destruction) en direction du ciel, ce qui aura pour effet d'écarter la Terre du Soleil (rallongeant ainsi la durée de l'année), et Farnsworth recevra alors la médaille polluante de la pollution ;

- Napster (le fameux logiciel de téléchargement de musique de la fin des années 1990) existe toujours mais s'est transformé en une société qui pirate les images des célébrités passées pour les cloner sous forme de robots, il faut télécharger l'image de la célébrité puis l'installer sur un robot vierge (attention, préformaté pour Mac), Fry tombe d'ailleurs amoureux du clone de Lucy Liu dans l’épisode I dated a robot (« je sors avec un robot ») ;
- La pudeur maladive s'est éteinte. On peut maintenant se mettre nu n'importe où, n'importe quand et le professeur Farnsworth ne s'en prive pas[81][source insuffisante].
- Un « jour de la liberté » a été institué : il s'agit du seul jour de l'année durant lequel la population terrienne peut agir comme bon lui semble sans se soucier des conséquences de ses actes ; et donc sans être inquiétée par d'éventuelles poursuites judiciaires (exception faite de l'atteinte à l'intégrité du drapeau terricain, perpétrée une fois par Zoidberg).
- Le sens de rotation de la planète Terre sur elle-même a changé (à partir de la saison 6)[82].
- Un maire de New New York a volé plusieurs monuments dans le monde entier (comme les statues de l'île de Pâques, par exemple) et les a déplacés sur les plages de sa ville. Parmi ses monuments se trouve le Mont Rushmore, où le maire a fait sculpter son visage. Tous les monuments déplacés sont détruits par une invasion extraterrestre durant la saison 1.
- Une pieuvre géante, assez intelligente pour maîtriser les armes à feu, occupe la Fontaine de Trevi, et défend son territoire en s'en prenant à quiconque s'approchant du bassin. Bender la tuera afin de pouvoir récupérer les 48 centimes se trouvant au fond de la fontaine.
- Atlanta, avant le 3e millénaire, est devenue plus puissante que New York. Dans l'épisode Le Sud profond, la cité est même plus vaste et a débordé la Géorgie au point qu'elle fut désormais transposée au sud de l'océan Atlantique. Alourdie par l'urbanisation, Atlanta s'engloutit dans les profondeurs de l'océan tandis que les personnalités importantes s'en échappent. Par la suite, ses citoyens sont mystérieusement mutés en hommes poissons (rapidement par un ingrédient contenu dans le Coca-Cola). Fry y tombera sous le charme d'une femme poisson qui est la fille du maire d'Atlanta et rompit à cause du fait de féconder une sirène.
- En l'an 2000, New York est devenue une poubelle pour l’agglo dans l'épisode Un gros tas d'ordures. Pour réduire le gâchis total, un projet vise à mettre toutes ces ordures dans une fusée et les envoyer au fin fond de l'espace. Une fois détachée, c'est devenu une météorite fétide en l'an 3000 qui s'apprête à dévaster New New York. La détruire fut un lamentable échec quand le professeur Farnsworth a mis la bombe et lu le mode d'emploi à l'envers. C'est Fry qui sauva New New York en employant le même système et même projet qu'au 2e millénaire.

## Produits dérivés

### Sorties DVD
- Futurama - Intégrale saison 1 (22 mai 2002) (ASIN B00006362J)
- Futurama - Intégrale saison 2 (16 octobre 2002) (ASIN B00006C22I)
- Futurama - Intégrale saison 3 (18 juin 2003) (ASIN B00008YM11)
- Futurama - Intégrale saison 4 (20 octobre 2004) (ASIN B0002O5AM2)
- Monster Robot Maniac Fun Collection (compilation de 4 épisodes) (30 mai 2005)
- Futurama - Intégrale saisons 1 à 4 (24 octobre 2007) (ASIN B000WC8CJ2)
- Futurama - La Grande Aventure de Bender (Bender's Big Score) (11 juin 2008)
- Futurama - Le Monstre au milliard de tentacules (The Beast with a Billion Backs) (22 octobre 2008)
- Futurama - Intégrale saisons 1 à 4 (version 2008) (3 décembre 2008)
- Futurama - Prenez garde au seigneur des robots ! (Bender's Game) (4 février 2009)
- Futurama - Vous prendrez bien un dernier vert ? (Into the Wild Green Yonder) (13 mai 2009)
- Futurama - Intégrale saisons 5 et 6 (6 mars 2013)
- Futurama - Intégrale saison 7 (5 mars 2014)
- Futurama - Intégrale saison 8 (4 mars 2015)

### Jeux vidéo
Un jeu de plates-formes sobrement intitulé Futurama sort en août 2003 sur PS2 et Xbox. Une version Gamecube devait sortir, mais le projet a été abandonné[réf. nécessaire]. Le jeu débute sa production avant l'annonce de l'arrêt de la série, le dernier épisode de la quatrième saison étant diffusé deux jours avant sa sortie aux États-Unis,.
Conçu comme « épisode perdu », le jeu a comme postulat de départ l'achat de Planet Express par Mom, ce qui lui permet de posséder plus de cinquante pour cent de la Terre et d'en devenir la souveraine. Elle souhaite asservir toute l'humanité et transformer la planète en un gigantesque navire de guerre pour conquérir l'univers. Le but du joueur est de l'en empêcher. Le jeu offre la possibilité de contrôler Fry, Bender, le Dr Zoidberg et Leela, chacun ayant son propre style de gameplay,. Sous la direction de David X. Cohen, les comédiens de la série participent à l'aventure, tandis que le jeu propose aux alentours de 30 minutes de cinématiques inédites,. J. Stewart Burns s'est chargé du scénario.
À la suite d'une forte demande des joueurs de Family Guy: The Quest for Stuff, Jam City (en) décide de publier en juin 2017 le jeu mobile gratuit Futurama: Worlds of Tomorrow (en). Le jeu comprend une nouvelle fois les comédiens de la série.
De plus, Bender et Zoïdberg apparaissent dans Les Simpson, le jeu en 2007[réf. nécessaire].

### Comics
La série paraît aussi en comics chez l'éditeur américain Bongo à partir de novembre 2000.
La bande dessinée est publiée tous les mois aux États-Unis et est parue en France sous forme d'un recueil des quatre premiers comics : Futurama O'rama[réf. nécessaire]. Les numéros 82 et 83 sont uniquement parus sur l'application Futuramaland. Comme l'indique le site Comic Book Resources en août 2021, ces numéros semblent être les deux derniers du comics.

### Les Simpsonet autres séries d'animation
Dans l'épisode pilote, se trouve Blinky, le célèbre poisson à trois yeux tandis que le vendeur de BD apparait dans Bend Her. Une photo du présentateur Kent Brockman est affiché dans la pizzeria dans l'épisode Leela a la tête dure. Dans plusieurs épisodes, se trouve un Père Noël robotique tel qu'introduit dans l'épisode La Phobie d'Homer. Dans l'épisode, Cold Warriors, la mère de Fry regarde l'équipe de football de Springfield jouer à la télé.
Les initiales « H.S + M.B » faisant référence à Homer Simpson et Marge Bouvier, ces initiales faisant référence à Homer Simpson et Marge Bouvier sont visibles dans l'épisode L'Enfer, c'est les autres robots. Dans l'épisode Trois Soleils porte une médaille à l'image de Homer.
Dans l'épisode A big piece of garbage, Fry trouve un tas de poupées Bart Simpson disant « Eat my shorts » tandis que dans l'épisode L'Université Martienne, il est possible de voir des peluches de Bart et Homer à gagner sur un stand de tir tandis que dans l'épisode A Big Piece of Garbage, un tas de peluche de Bart. Dans l'épisode Retrouvailles, Bender, Leela et Fry s'échappent des égouts grâce à un assemblage de ballon où peuvent se distinguer une jambe et la tête de Bart.
Des références sont également visibles dans le générique de début, ainsi, dans l'épisode C'est si dur d'être un crustacé amoureux, il est indiqué « Par la chaîne qui vous a apporté les Simpson » tandis que dans Buvez du Slurm, les Simpson sont dans la télévision géante.
Dans l'épisode, Optimisanthrope (Saison 06, épisode 25) on voit Bender lire plusieurs livres très rapidement. L'un d'entre eux a pour titre : « Complete Simpson Episode Guide » et on y voit en dessin de couverture le front et les cheveux de Bart Simpson
La série fait également références à d'autres de ses consœurs. Dans le premier épisode ainsi que dans le film Bender's Game, la tête de Cartman et visible dans l'un des bocaux du musée des têtes. Dans l'épisode La Cagnotte de la soie(saison 4, épisode 16), lorsque Fry utilise son dollar, un compteur apparaît faisant référence à celui de South Park dans l'épisode Y'en a dans le ventilo. Dans l'épisode Le clone de Farnsworth (saison 2, épisode 10), pendant la fête d'anniversaire du professeur, Bender introduit « le plus pratiquement en vie » des anciens membres d'équipage du Planet Express (un/une capitaine) qui ressemble trait pour trait à Mademoiselle Claridge. Dans le film, Bender's Game, le Fry du futur possède un calendrier de l'an 2000 « Family Guy - 12 laughs a year calendar » dans sa chambre au-dessus du restaurant de M. Panucci.
Bongo the Rabbit créé par Matt apparait dans le comic strip Life in Hell fait quelques apparitions.

### Pastiches
Plusieurs épisodes sont des pastiches de films et de séries. Ainsi, Fry and the Slurm factory est dans sa quasi-totalité une référence à Charlie et la chocolaterie. L'épisode Insane in the Mainframe est clairement et entièrement une référence au film de 1975 de Milos Forman. On y retrouve la version robot de la nurse Ratched, qui apparait également dans le film Bender's Game. L'épisode Titanic 2 comporte de nombreuses références au film Titanic (1997),.
L'épisode A bicyclops built for two parodie la série Married… with Children  (1987-1997) dont Katey Sagal est l'une des têtes d'affiches,. L'émission de télévision The Scary Door est parodie plusieurs œuvres de science-fiction dont notamment plusieurs épisodes deThe Twilight Zone,.

### Mathématiques, sciences et robotiques
Plusieurs références aux Mathématiques et aux Sciences se cachent dans la série.
Dans l'épisode The Prisoner of Benda, la série a créé le Théorème / Démonstration « The Futurama Theorem ».
Le nombre 1729 est une référence au Nombre de Hardy-Ramanujan de Godfrey Harold Hardy. Le club Studio 12 21 33 fait référence au Studio 54 si on multiplie les chiffres.
Les bières Klein font références à une « surface fermée, sans bord et non orientable », dite Bouteille de Klein de Felix Klein. Les bières font références au Principe d'exclusion de Pauli de Wolfgang Pauli ainsi qu'aux bières St. Pauli Girl (en).
La planète Chapek 9 est une référence à l'écrivain Karel Čapek, qui est le premier à avoir utilité le mot « Robot » pour sa pièce de théâtre R. U. R.,.
Pi et la Racine carrée se trouvent à plusieurs endroits. Ainsi, Ikea devient (π)kea, la Route 66 devient √66 tandis que la chaîne d'information s'appelle √2 News.
Il existe également des références au Problème P ≟ NP,Aleph, le Paradoxe de Banach-Tarski, le Ruban de Möbius, le Paradoxe du grand-père ou encore au e.

### Autres références

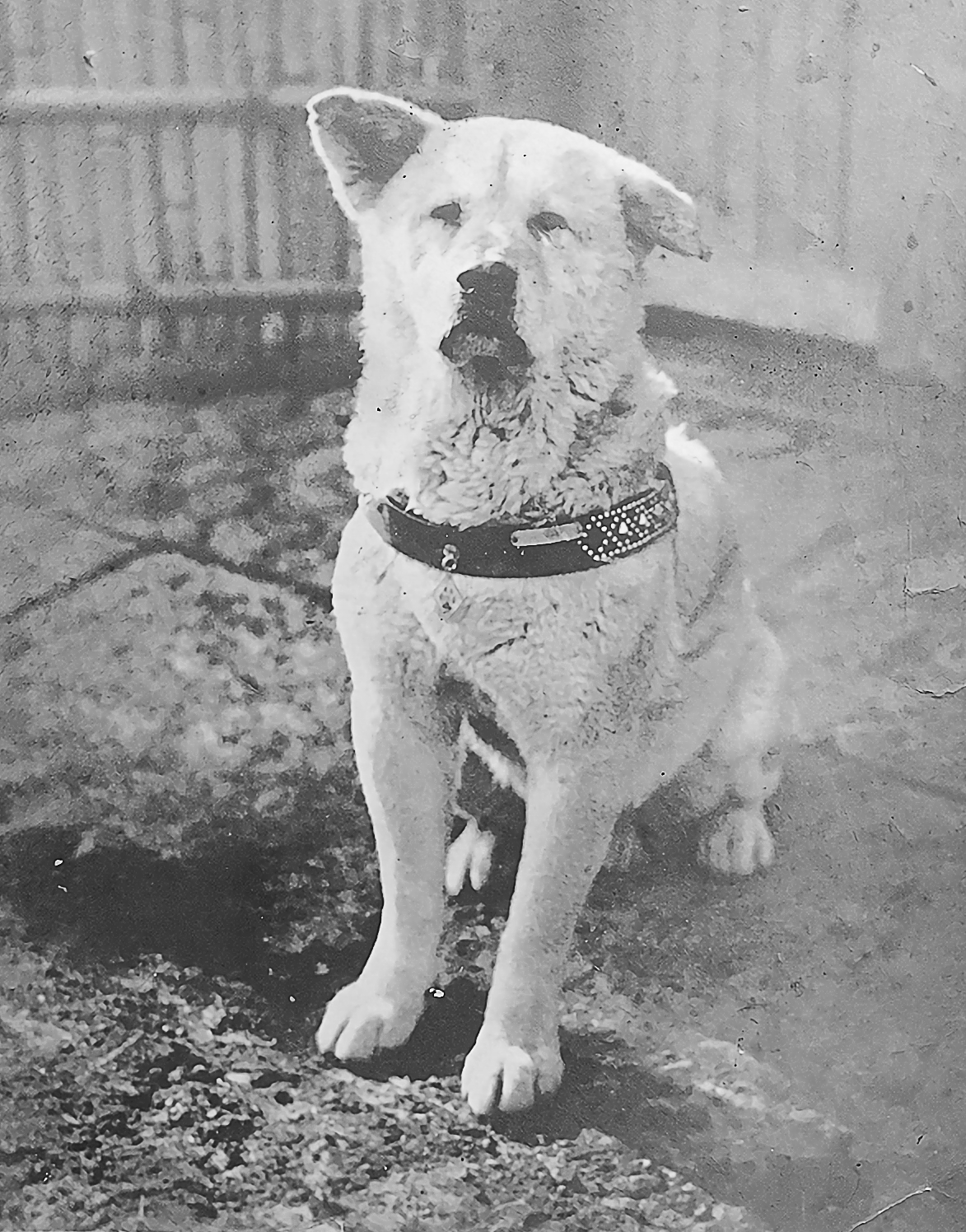
La fin de l'épisode Jurassic Bark est inspirée de l'histoire du fidèle chien Hachikō.

Le titre de l'épisode L'Enfer, c'est les autres robots fait référence à la vision de l'enfer de Jean-Paul Sartre dans la pièce Huis clos où « L'enfer, c'est les autres ». Il y a également des références à la Relativité de Maurits Cornelis Escher ou encore au Cycle de Fondation de Isaac Asimov
Dans l'épisode A Clockwork Origin, dans l'assemblée le Flying Spaghetti Monsterest une référence au Pastafarisme. Le titre de l'épisode est aussi une référence au film de Stanley Kubrick, Orange mécanique.
L'épisode Jurassic Bark (saison 5 épisode 2) semble faire référence à l'histoire du chien appelé Hachikō qui a attendu son maître pendant 10 ans à la gare de Shibuya sans savoir que celui-ci était décédé à son travail.
Dans le film Futurama: Into the Wild Green Yonder, on peut apercevoir un ver des sables du roman Dune de Frank Herbert.
Dans l'épisode Where No Fan Has Gone Before, les vidéos de Star Trek interdites sur Terre sont regroupées dans une fusée tirée depuis l'Eagle Transporter de la série Space: 1999 (1975-1977). Le Cylon de la série Battlestar Galactica est cité dans The Six Million Dollar Mon, Bendin' in the Wind et Bender's Game.
Pazuzu est déjà apparu dans le film L'Exorciste et dans le livre Le Démon de la Tour Eiffel
,.

### Dans la culture populaire
Matt Groening étant aussi le créateur de la série Les Simpson, il est possible de remarquer certaines ressemblances entre les deux séries, ainsi que des clins d'œil dans leurs épisodes respectifs.
Plusieurs personnages de la série apparaissent. Dans l'épisode HOMR, Fry apparaît dans le gag du canapé du générique. Bender apparait dans un des rêves de Bart dans l'épisode Bart vs. Lisa vs. 3rd Grade ainsi que dans les épisodes Missionary: Impossible et Future-Drama. Dans l'épisode 2 de la vingt-cinquième saison, le Crapo-Hypno est assis à côté de Lisa durant le générique. Dans l'épisode 18 de la vingt-troisième saison, l'histoire quitte la maison des Simpson et s'éloigne de la Terre. Dans l'espace il est possible d'apercevoir, Fry et Leela assis sur une minuscule planète. Dans la vingt-deuxième saison, le début du générique d'un épisode est introduit par le vaisseau de Planet Express. Dans Les Simpson, le jeu, il est possible de se battre contre Bender et le docteur Zoidberg à l'avant dernier niveau. Dans le sixième épisode de la vingt-sixième saison, l'épisode est centré sur les personnages et l'univers des Simpson et de Futurama. L'épisode s'intitule d’ailleurs Simpsorama.
Uther porte un tee-shirt Futurama dans Mayored to the Mob. Dans Replaceable You, Bender apparaît sur la couverture d'un journal de robotique tandis que dans l'épisode Catch 'em If You Can une affiche de Futurama est visible.
Dans l'épisode Fraudcast News, un adolescent saute d'une falaise en criant « Pourquoi ils ont arrêté Futuramaaaaaa ». Dans l'épisode That's 90's Show, Homer parle de Futurama comme d'un trésor des années 1990. Dans l'épisode Le Roi du dessin animé, à la remise des Oscars, l'un des scénaristes déclare qu'il va faire ce dont il a toujours rêvé : « une sitcom avec un robot qui balance des vannes ».
Dans l'épisode My Big Fat Geek Wedding, Matt Groening dédicace une poupée représentant Bender et dessine un croquis de Fry.
Le Crapaud hypnotique apparait dans l'épisode The Mexican Staring Frog of Southern Sri Lanka de South Park.
Dans le MMORPG Dofus, une quête exclusive aux Xelors s'appelle Futuramakna, mot-valise entre Futurama et Amakna. Dans la série télévisée Stargate Universe, (saison 1, épisode 7, lors de la 13e minute), Eli Wallace fan de science-fiction utilise un faux nom, celui de Philip Fry. Dans le jeu vidéo, The Nomad Soul, la ville de départ s'appelle Omikron mais se prononce comme Omicron, d'Omicron Persei 8.
Dans le jeu de cartes à collectionner, Urban Rivals, une des cartes comporte un personnage qui s'appelle Marty et qui a traversé le temps. Cette carte fait référence à Marty McFly dans Retour vers le futur, mais aussi à Fry dans Futurama, vu que Marty est livreur de pizza.[réf. souhaitée].